# Souborný katalog České republiky
Souborný katalog České republiky (zkráceně SK ČR, báze SKC, dříve CASLIN) je databáze dokumentů uložených ve fondech českých knihoven a dalších informačních institucí vedených v Adresáři knihoven a informačních institucí v ČR. Databázi spravuje Oddělení souborných katalogů Národní knihovny České republiky a v elektronické podobě vzniká od roku 1995. V listopadu 2018 obsahovala údaje o více než 7 milionech děl. Z vyhledaných záznamů lze v mnoha případech přímo přejít do katalogu příslušné knihovny, zjistit aktuální dostupnost díla, získat informace o odebíraných ročnících periodika nebo přistoupit k plnému elektronickému textu díla.